# Jan Willem de Winter

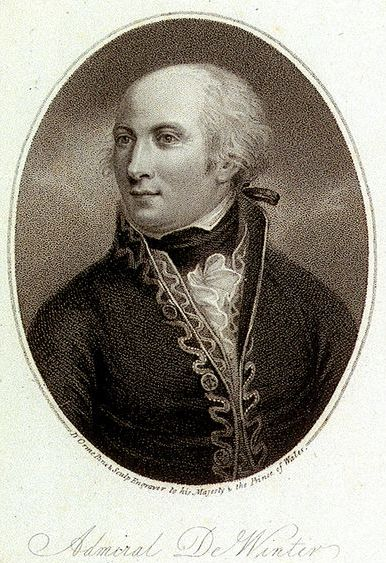
Jan Willem de Winter (1797)

Jan Willem de Winter (* 23. März 1761 in Kampen; † 2. Juni 1812 in Paris) war ein niederländischer Admiral und Marschall sowie Oberbefehlshaber der niederländischen Streitkräfte während der Koalitionskriege.

## Leben

### Niederländische Marine
De Winter trat als junger Bursche in die holländische Armee ein, mit der er in Westindien diente, wechselte dann aber 1778 zur Marine und zeichnete sich in der Schlacht auf der Doggerbank am 5. August 1781 aus, als das holländische Geschwader des Konteradmirals Johan Zoutman von einem britischen Geschwader unter Vizeadmiral Sir Hyde Parker überrascht wurde.  Beim Ausbruch der holländischen Revolution 1787 war er Leutnant zur See. Als überzeugter Gegner der Politik des Statthalters Wilhelm V. schloss er sich der Seite der „Patriotten“ an.

### Frankreich
Nach der Niederschlagung des patriotischen Aufstandes musste de Winter im Oktober 1787 nach Frankreich fliehen, wo er sich nach der Französischen Revolution 1789 voll der Sache der Revolution verschrieb, im französischen Heer diente, sich in den Feldzügen von 1792 und 1793 unter Charles François Dumouriez und Jean-Charles Pichegru auszeichnete, und zum Brigadegeneral befördert wurde.  1795 kam er mit der französischen Armee, die unter dem Befehl von Pichegru Holland eroberte, in sein Heimatland zurück, wo er am 28. Januar 1795 die Übergabe der Niederländischen Flotte bei Texel entgegennahm.

### Batavische Republik

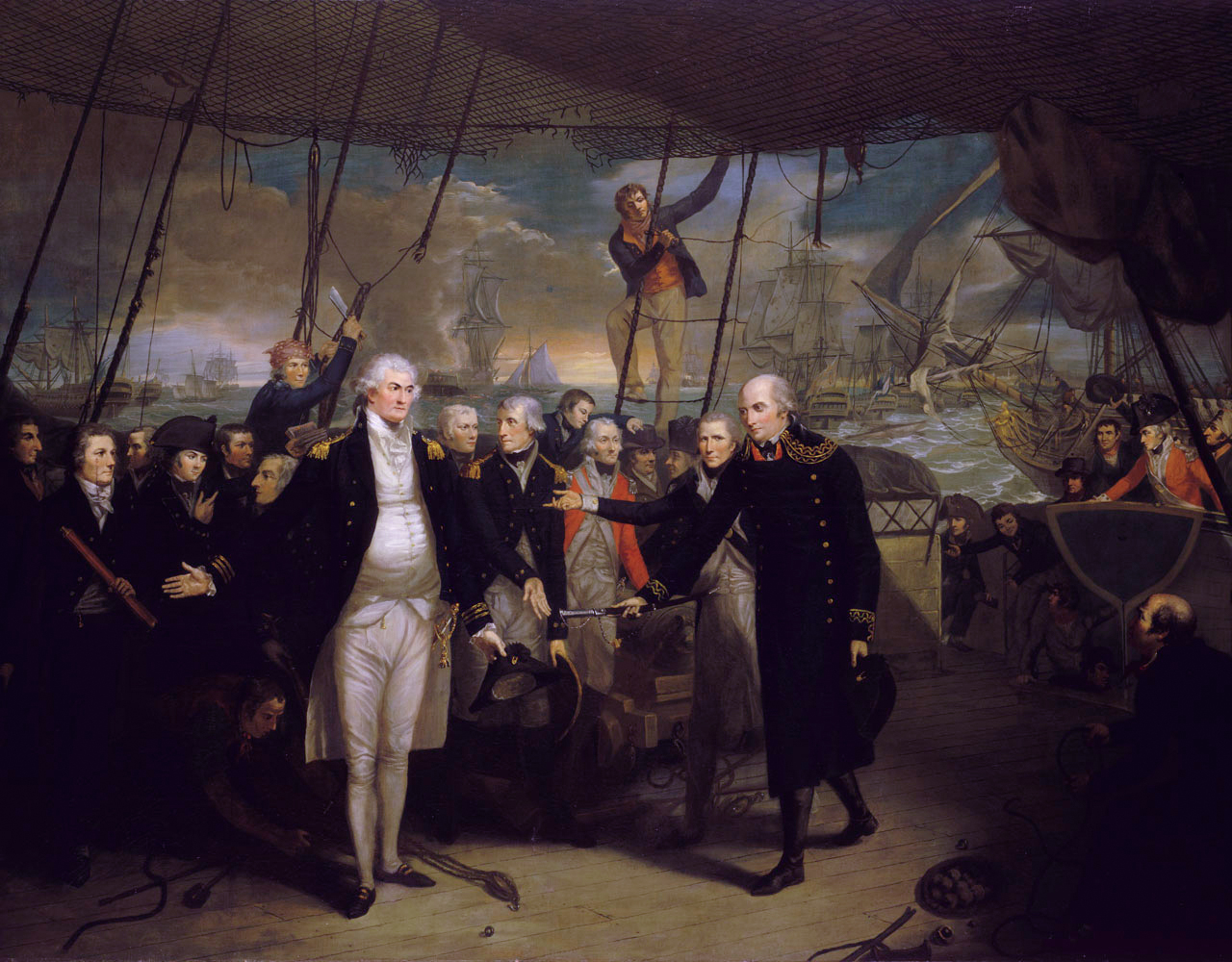
Admiral de Winter muss 1797 in der Seeschlacht bei Camperduin vor den Briten kapitulieren und übergibt seinen Säbel

Danach trat er als Konteradmiral in die Marine der gerade ausgerufenen Batavischen Republik ein und wurde mit ihrer Reorganisation beauftragt. 1796 wurde er Vizeadmiral und Befehlshaber der batavischen Flotte.  Im Spätsommer 1797 versammelte er, auf Anweisung des französischen Direktoriums, seine Flotte bei Texel und nahm 15,000 Truppen an Bord, die zur geplanten Invasion Irlands oder einer gleichzeitigen Invasion Schottlands vorgesehen waren.  Als diese Invasionspläne nach dem Tod des Generals Lazare Hoche († 19. September 1797) beiseitegelegt wurden, schiffte er die Truppen wieder aus, erhielt aber bald darauf den Befehl der batavischen Regierung zum Auslaufen, allerdings ohne Präzisierung seines Auftrages.  Daraufhin führte er seine Flotte am 8. Oktober aus dem Marsdiep hinaus, wobei er von britischen Wachschiffen beobachtet und gemeldet wurde. Am 11. Oktober 1797 kam es daraufhin zur Seeschlacht bei Camperduin, in der er von einer britischen Flotte unter Admiral Adam Duncan nach einem erbitterten Kampf besiegt wurde und in Gefangenschaft geriet.  Im Dezember 1797 wurde er im Zuge eines Gefangenenaustausches freigelassen und kehrte nach Holland zurück.  Ein Kriegsgericht bescheinigte ihm, dass er bei Camperduin die Ehre der Batavischen Republik tapfer verteidigt habe.  Andere Offiziere, wie z. B. Konteradmiral Johan Arnold Bloys van Treslong, wurden jedoch verurteilt.
Trotz seines ehrenhaften Freispruchs war de Winters Marinelaufbahn zunächst erst einmal beendet.  Von 1798 bis 1802 war er holländischer Gesandter in Paris.  Danach wurde er wieder nach Holland gerufen und erneut zum Oberbefehlshaber der holländischen Flotte ernannt.  1803 segelte er mit einem starken Geschwader ins Mittelmeer an die Küsten der Barbareskenstaaten, um die Piraterie der Korsaren von Tripolis zu unterdrücken, und schloss einen Friedensvertrag mit Yusuf Qaramanli, dem Bey von Tripolis.
Da die holländische Flotte nach dem Beginn der napoléonischen Seekriege nach 1803 weitgehend von den Briten blockiert wurde und vor Anker blieb, nahm de Winter danach an keinen Kampfhandlungen mehr teil.

### Königreich Holland
Nachdem Louis Bonaparte von seinem Bruder Napoléon im Jahre 1806 zum König von Holland gemacht worden war, beförderte dieser de Winter zum Marschall, erhob ihn zum Grafen von Huessen und ernannte ihn zum Oberbefehlshaber der holländischen Land- und Seestreitkräfte.

### Frankreich
Nach der Vereinigung Hollands mit Frankreich im Jahre 1810 machte ihn Kaiser Napoléon zum Großoffizier der Ehrenlegion und ernannte ihn zum Generalinspekteur der Nordseeküsten.  Im Jahre 1811 ernannte ihn Napoléon zum Oberbefehlshaber der bei Texel versammelten vereinten französisch-holländischen Flotte und erhob ihn schließlich in den Stand eines Grafen des Empire français (französischen Reichsgrafen).

## Tod
De Winter, dessen Gesundheit schon lange angeschlagen war, erkrankte im Frühjahr 1812, übergab den Befehl über die Texelflotte an Admiral Carel Hendrik Ver Huell, und reiste nach Paris, um sich dort behandeln zu lassen.  Er starb am 2. Juni 1812 in Paris, wurde mit einem Staatsbegräbnis geehrt und als Held der Nation unter dem Namen Jean-Guillaume de Winter, Compte de Huessen, im dortigen Panthéon beigesetzt – der einzige Niederländer, dem diese Ehrung zuteilwurde. Sein Herz wurde in eine marmorne Urne in der Oberen Kirche („Bovenkerk“) in seinem Geburtsort Kampen beigesetzt.